# New Harbour (Antarktika)
Der New Harbour (deutsch: Neuhafen) ist eine Bucht von 16 Kilometern Breite zwischen Kap Bernacchi und dem Butter Point an der am McMurdo-Sund gelegenen Ostküste des antarktischen Viktorialands. Sie ist das Mündungsgebiet des Ferrar-Gletschers. Die Landspitze Baker Point liegt an der Südseite der Einfahrt zur Explorers Cove im New Harbour.
Entdeckt und benannt wurde die Bucht von Teilnehmern der Discovery-Expedition (1901–1904) unter der Leitung des britischen Polarforschers Robert Falcon Scott auf der Suche nach einem weit südlich gelegenen Ankerplatz für das Expeditionsschiff RSS Discovery.